# باربرا بيلينغسلي
باربرا بيلينغسلي (بالإنجليزية: Barbara Billingsley )‏ (نحو 1915 – 2010 م) هي ممثلة تلفزيونية، وممثلة أفلام، وعارضة، وممثلة مسرحية، وممثلة صوت أمريكية، ولدت في لوس أنجلوس، بدأت مشوارها المهني سنة 1937، توفيت في سانتا مونيكا، كاليفورنيا، عن عمر يناهز 95 عاماً، بسبب إصابات الإجهاد المتكرر.

## التعليم
تعلمت في George Washington Preparatory High School ‏، وكلية لوس أنجلوس سيتي ‏.

## وصلات خارجية
- باربرا بيلينغسلي على موقع IMDb (الإنجليزية)
- باربرا بيلينغسلي على موقع ألو سيني (الفرنسية)
- باربرا بيلينغسلي على موقع تيرنر كلاسيك موفيز (الإنجليزية)
- باربرا بيلينغسلي على موقع أول موفي (الإنجليزية)
- باربرا بيلينغسلي على موقع قاعدة بيانات برودواي على الإنترنت (الإنجليزية)
- باربرا بيلينغسلي على موقع قاعدة بيانات الأفلام السويدية (السويدية)
- باربرا بيلينغسلي على موقع إن إن دي بي (الإنجليزية)
- باربرا بيلينغسلي على موقع قاعدة بيانات الفيلم (الإنجليزية)
- باربرا بيلينغسلي على موقع كينوبويسك (الروسية)